# The Last of Us Remastered
The Last of Us Remastered é um jogo eletrônico de ação e aventura e survival horror desenvolvido pela Naughty Dog e publicado pela Sony Computer Entertainment exclusivamente para PlayStation 4 em 29 de julho de 2014 na América do Norte e em 30 de julho de 2014 no resto do mundo. É uma remasterização de The Last of Us, um exclusivo de PlayStation 3 lançado em junho de 2013. Remastered apresenta pequenas adições na jogabilidade, aprimoramentos nos gráficos e nas capacidades de renderização, uma mecânica de combate melhorada e uma maior contagem de quadros por segundo. Ele também inclui os conteúdos para download do original, incluindo Left Behind.
O jogo se passa vinte anos depois do surto de infecção causada por uma mutação do fungo Cordyceps que destruiu boa parte da civilização humana. A história um jogador segue Joel, um homem encarregado de escoltar uma garota chamada Ellie através de um Estados Unidos pós-apocalíptico. Os jogadores atravessam vários locais em sua jornada, usando de combates e furtividade a fim de defenderem-se contra humanos hostis e criaturas canibalísticas conhecidas como Infectados. Também está presente um modo multijogador que permite que até oito jogadores entrem em partidas cooperativas ou competitivas.
O desenvolvimento de Remastered começou pouco depois do lançamento de The Last of Us em junho de 2013, utilizando uma equipe reduzida que trabalhou cada vez mais no projeto a medida que as exigências de produção foram crescendo. O objetivo dos desenvolvedores era criar uma remasterização que mantivesse a mesma experiência e essência do original. O título foi muito bem recebido, com os críticos ficando impressionados pelas melhorias gráficas e elogiando todos os aprimoramentos e adições. Ele também foi um sucesso comercial, vendendo mais de um milhão de unidades em apenas um mês.

## Jogabilidade
The Last of Us Remastered possui uma jogabilidade praticamente idêntica ao The Last of Us original. Dessa forma, é um jogo eletrônico de ação-aventura e survival horror visto a partir de uma perspectiva em terceira pessoa. O jogo envolve tiroteios, combate corpo-a-corpo e um sistema de cobertura. Durante a maior parte da história os jogadores controlam Joel, enquanto Ellie e outros personagens companheiros são controlados por uma inteligência artificial. Remastered utiliza o touchpad do DualShock 4 para navegar entre os itens do inventário enquanto a barra de luz assinala a vida do personagens, indo de azul para laranja e depois vermelho enquanto dano é sofrido. Além disso, gravações de áudio podem ser ouvidas através do auto-falante do controle; a versão original forçava os jogadores a permanecer em um menu enquanto as gravações eram tocadas. O Modo Foto permite que os jogadores tirem imagens do jogo ao parar a jogabilidade e livremente ajustarem a câmera. Também é possível acessar pelo menu todas as cutscenes com comentários em áudio do diretor de criação Neil Druckmann e dos atores Troy Baker e Ashley Johnson, respectivamente os intérpretes de Joel e Ellie.

## Desenvolvimento
O desenvolvimento de The Last of Us Remastered começou pouco depois do lançamento de The Last of Us em junho de 2013. Os trabalhos inicialmente foram leves, porém começaram a ficar mais pesados a medida que as exigências cresceram; os trabalhos no código-fonte não foram iniciados até uma equipe maior ter se juntado ao projeto em fevereiro de 2014. Os programadores esperavam uma conversão para PlayStation 4 assim que o desenvolvimento do jogo original se encerrou, porém as preparações e planejamentos não começaram até o lançamento. Os desenvolvedores desejavam criar uma remasterização "verdadeira", mantendo a "mesma experiência central" sem grandes alterações em elementos de história ou jogabilidade. A equipe inicialmente estava divida sobre a questão da contagem de quadros por segundo, com uma parte preferindo manter os trinta quadros do original em vez de aumentá-lo para sessenta; entretanto, toda a equipe ficou convencida sobre a segunda opção assim que viram o jogo rodando nessa contagem. A equipe que trabalhou em Remastered era significantemente menor do que aquela que produziu The Last of Us; particularmente, não havia nenhum projetista, algo que fez com que vários problemas de desenho do jogo original se mantivessem na remasterização. O diretor de criação Neil Druckmann atribuiu isso ao fato de Remastered ter sido desenvolvido como uma recriação do jogo original, alterando apenas aspectos técnicos e gráficos.
As texturas dos personagens foram otimizadas em quatro vezes para Remastered, com as sombras sendo dobradas e um processo de iluminação completamente novo sendo implementado. O motion blur ao mexer a câmera foi reduzido, elemento que tinha sido usado no jogo original cm o objetivo esconder texturas que demoravam mais para carregar, com os ambientes ficando com um visual descrito como mais "vivo". Além disso, novas opções foram adicionadas a fim de permitir que os jogadores customizassem os canais de áudio, com os tempos de carregamento diminuindo por o jogo estar sendo transmitido do disco rígido em vez do disco ótico. Um dos maiores desafios de desenvolvimento foi colocar todos os conteúdos dentro de um único disco de Blu-ray; as alterações nas texturas e inclusão de The Last of Us: Left Behind foram o motivo disso. O desenvolvedor chefe Christian Gyrling afirmou que Remastered "parecia quebrado até uma semana antes da finalização", enquanto Druckmann comentou que "Nós esperávamos que fosse o inferno e foi o inferno ... [O jogo original] foi otimizado em nível binário, mas depois de passar essas coisas [para o PlayStation 4] você precisa voltar para o alto nível, garantir que os sistemas estão intactos e otimizar de novo".

## Lançamento
Informações sobre o lançamento de The Last of Us no PlayStation 4 vazaram em março de 2014. O jogo apareceu na PlayStation Store em 9 de abril e a Naughty Dog anunciou oficialmente sua existência no mesmo dia. The Last of Us Remastered vinha com uma resolução de 1080p à sessenta quadros por segundo, porém com a opção de reduzir a contagem para trinta. A Sony anunciou na Electronic Entertainment Expo que o jogo seria lançado em 29 de julho. Alguns dos conteúdos para download foram colocados em Remastered, incluindo Left Behind e alguns mapas do modo multijogador, porém outros necessitavam sua compra separadamente.

## Recepção
Assim como o original, The Last of Us Remastered foi aclamado pela crítica. O agregador Metacritic, que cria uma nota a partir de uma média aritmética ponderada, indica uma nota de 95/100 baseado em 69 resenhas, indicando "aclamação universal". Já no GameRankings, o jogo tem uma aprovação de 95,70% baseado em 43 resenhas.
Os gráficos aprimorados foram bem recebidos. Colin Moriarty da IGN achou que a fidelidade gráfica de Remastered era uma melhora sobre The Last of Us, mesmo este sendo "o jogo mais lindo que eu já vi em qualquer console". David Houghton da GamesRadar disse que os visuais eram de "cair o queixo". A VideoGamer.com reiterou que os gráficos eram uma melhora sobre o original, particularmente elogiando a renderização de distância maior e melhor tecnologia de iluminação. Liam Martin da Digital Spy também sentiu que o sistema de iluminação melhorava a jogabilidade e fazia o jogo "parecer ainda mais perigoso". Tim Turi da Game Informer afirmou que o jogo era "ainda mais de tirar o fôlego" do que The Last of Us. Matt Swider da TechRadar gostou das mudanças nos pequenos detalhes e dos aprimoramentos técnicos. Jack Fleming do The Independent achou que as falhas visuais do jogo original foram aumentadas em Remastered, porém mesmo assim muito elogiou os aprimoramentos gráficos.
Muitos críticos consideraram que os aprimoramentos técnicos eram um avanço bem vindo em relação ao jogo original. Turi achou que o aumento na contagem de quadros por segundo "elevou dramaticamente" o título acima do original. Jim Sterling do The Escapist elogiou a contagem de quadros, comentando que os trinta quadros por segundo anteriores eram uma "experiência nitidamente inferior". Moriarty afirmou que apesar da mudança ser inicialmente "chocante", ele passou a gostar a medida que jogava mais. Tom Hoggins do The Daily Telegraph fez comentários similares, escrevendo que o maior número de quadros aumentou a intensidade da jogabilidade. David Jenkins da Metro achou que o aumento dos quadros era quase imperceptível, porém afirmou que era "definitivamente uma melhora". Philip Kollar da Polygon gostou das texturas aprimoradas e menor tempo de carregamento.
A adição do Modo Foto foi bem recebida. Swider o chamou de um elemento de destaque, enquanto Moriarty elogiou a disponibilidade para se tirar imagens "lindas". Bruno Silva do Omelete escreveu que as opções apresentadas "são robustas o suficiente para criar ótimas composições com as belas paisagens", gostando particularmente que o Modo Foto utilizava os visuais aprimoradas para ficar a serviço da criatividade dos jogadores. Os ajustes dos controles também foram elogiados, com Moriarty aprovando particularmente os gatilhos do DualShock 4. Swider achou que os controles adicionais fizeram o jogo funcionar melhor, já Martin sentiu que o combate foi melhorado e assim o "sentimento de imersão" foi aumentado. Os críticos também gostaram da inclusão dos conteúdos para download e comentários em áudio. Todos esses elementos extras fizeram Sterling afirmar que Remastered era "versão definitiva do jogo".
Remastered vendeu até agosto de 2014 um milhão de cópias, tornando-se um dos títulos mais bem vendidos do PlayStation 4. O jogo foi indicado ao prêmio de Melhor Remasterização pelo The Game Awards e Hardcore Gamer, recebendo também uma menção honrosa como Melhor Tecnologia no Game Developers Choice Awards.